# Конинк, Давид
Давид де Конинк (нидерл. David de Coninck; 1636, Антверпен — 1699, Брюссель) — южнонидерландский (фламандский) живописец, анималист. Писал также пейзажи с животными и сценами охоты. Работал в Париже, Риме и Венe.

## Биография
Давид де Конинк с 1659 года учился живописи в Антверпене у Питера Буля, опытного художника-анималиста, обучавшимся в свою очередь у живописца и гравёра Яна Фейта. В 1663 году де Конинк стал мастером антверпенской Гильдии Святого Луки.
Несколько лет, вероятно, до 1669 года, Давид де Конинк работал в Париже вместе с выдающимся фламандским художником-анималистом Никасиусом Бернартсом, членом Королевской академии живописи и скульптуры, выполнявшим заказы Королевского двора.
Посетив Германию, он отправился в Италию, где жил с 1671 по 1694 год. В Риме Давид де Конинк присоединился к объединению нидерландских и немецких художников «Перелётные птицы» (нидерл. Bent vogels — перелётные птицы, или нидерл. Bentvueghels — «птицы пера»). По обычаю членов общества он взял себе новое имя «Rammelar» (по-фламандски «погремушка»). В иной транскрипции: «Ramelaar» — кролик, якобы потому, что он часто изображал это животное на своих картинах. Его имя было вписано в нишу церкви Санта-Костанца в Риме, где раньше собирались «перелётные птицы».
По возвращении на север Давид де Конинк некоторое время оставался в Вене. В 1687 году возвратился в Антверпен, затем, где-то между 1699 и 1701 годами переехал в Брюссель. Последней документальной записью является его регистрация в качестве члена Брюссельской Гильдии Святого Луки в 1701 году. Неизвестно, когда и где художник скончался.
Картины де Конинка находятся в музеях Гента, Амстердама, Лилля, Вены.

## Галерея

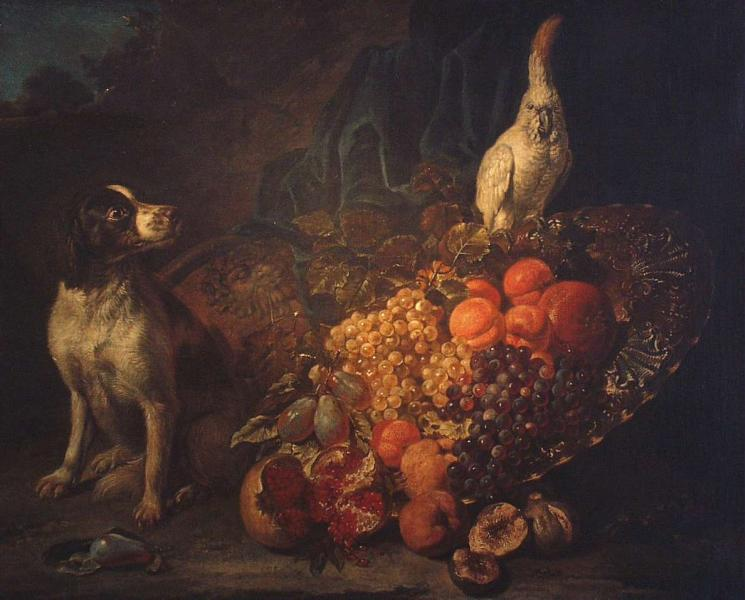
Образцовый натюрморт с собакой и попугаем
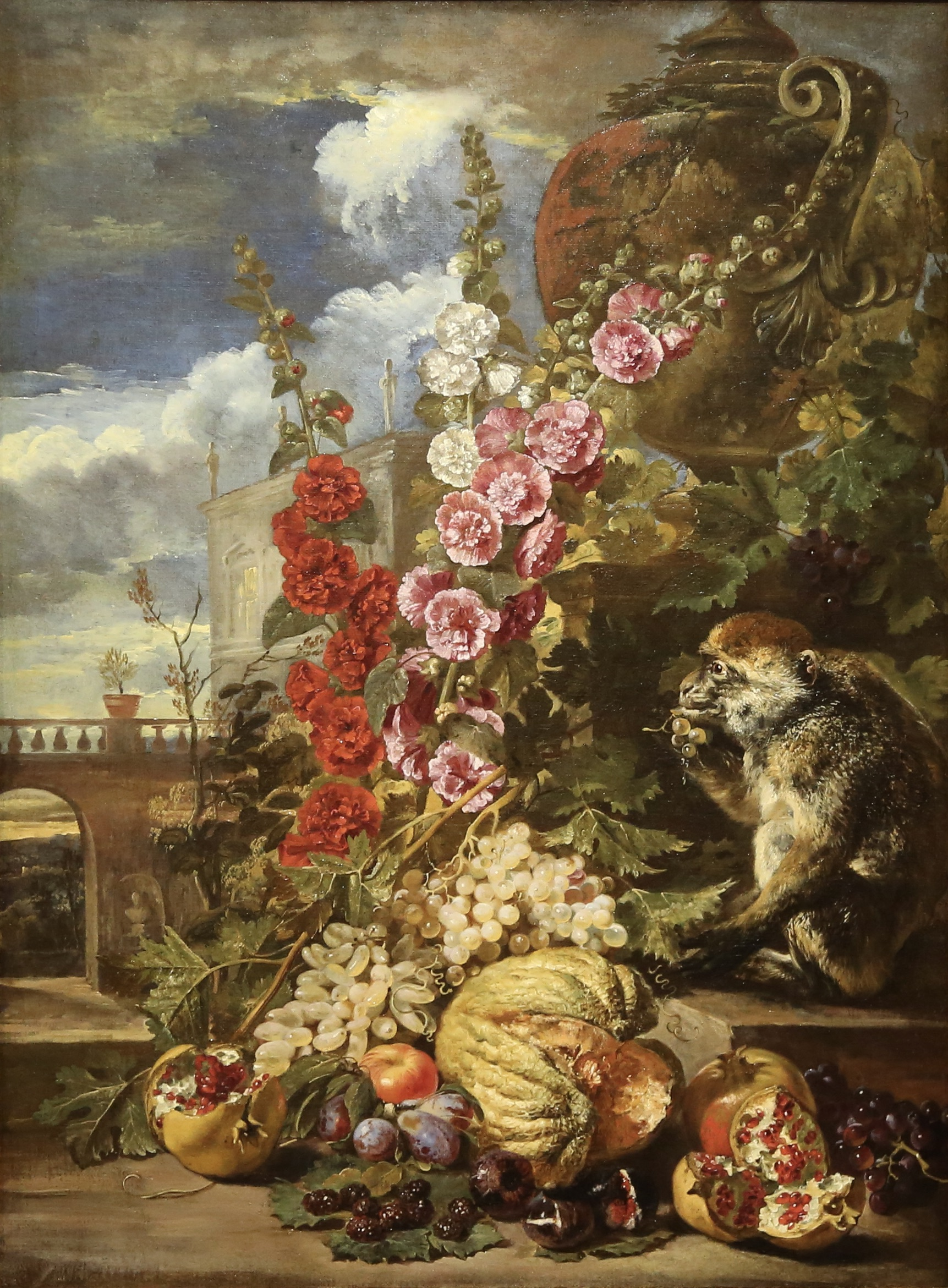
Натюрморт с цветами, фруктами и маленькой обезьянкой. Кунстхаус, Цюрих
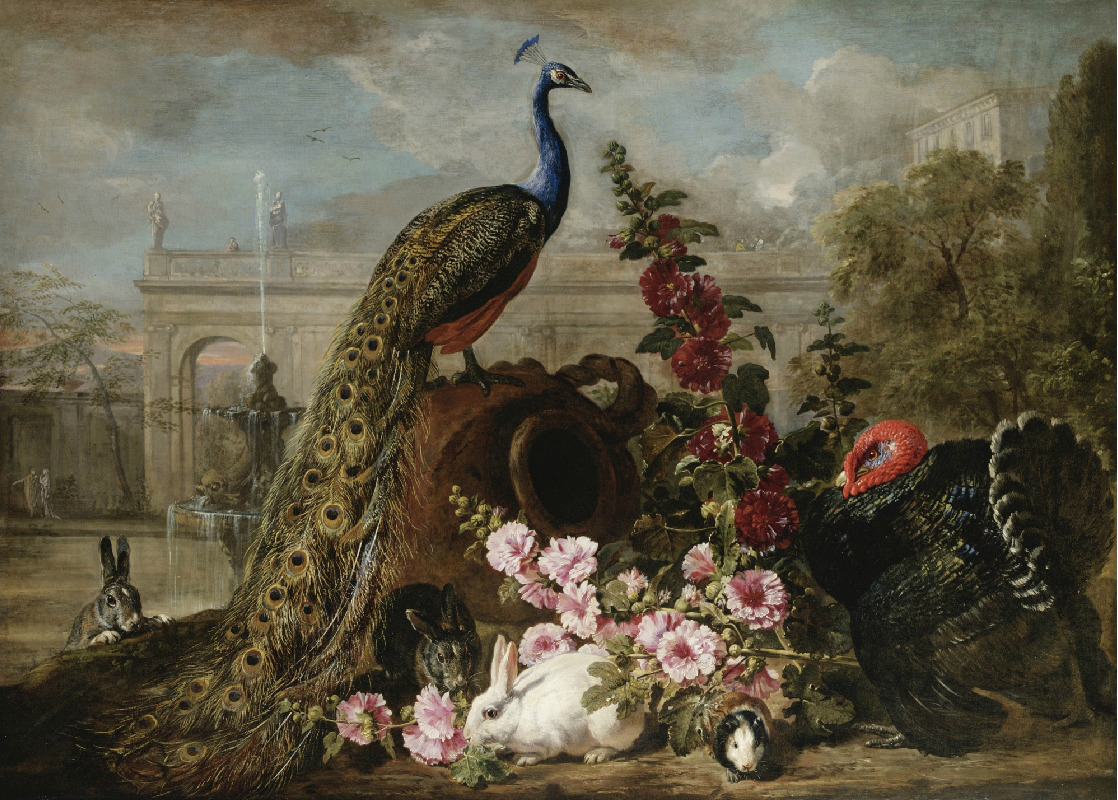
Павлин, индейка и кролики в парковом пейзаже. Между 1657 и 1705
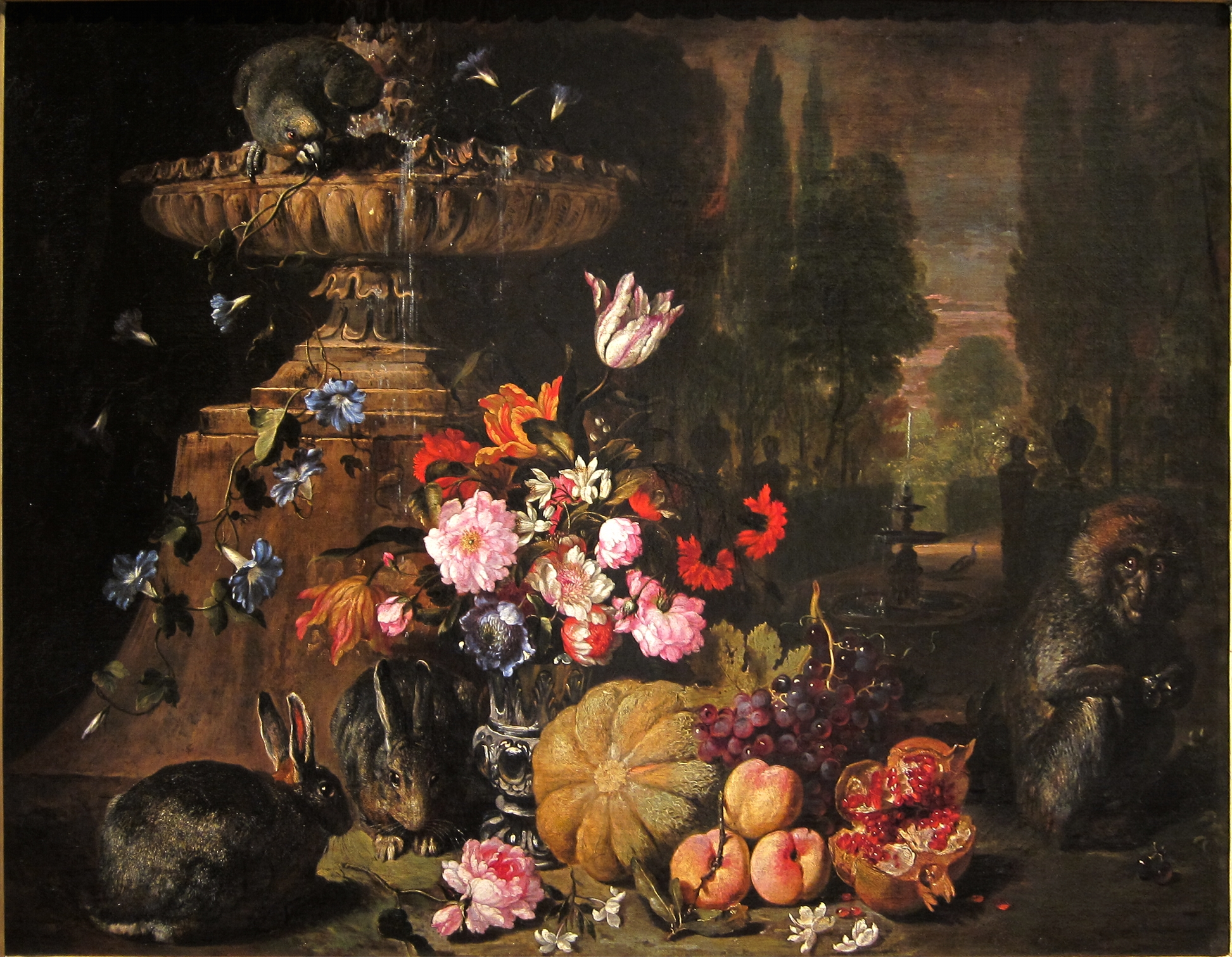
Фрукты, цветы и животные. Холст, масло. Музей Феша, Аяччо, Франция
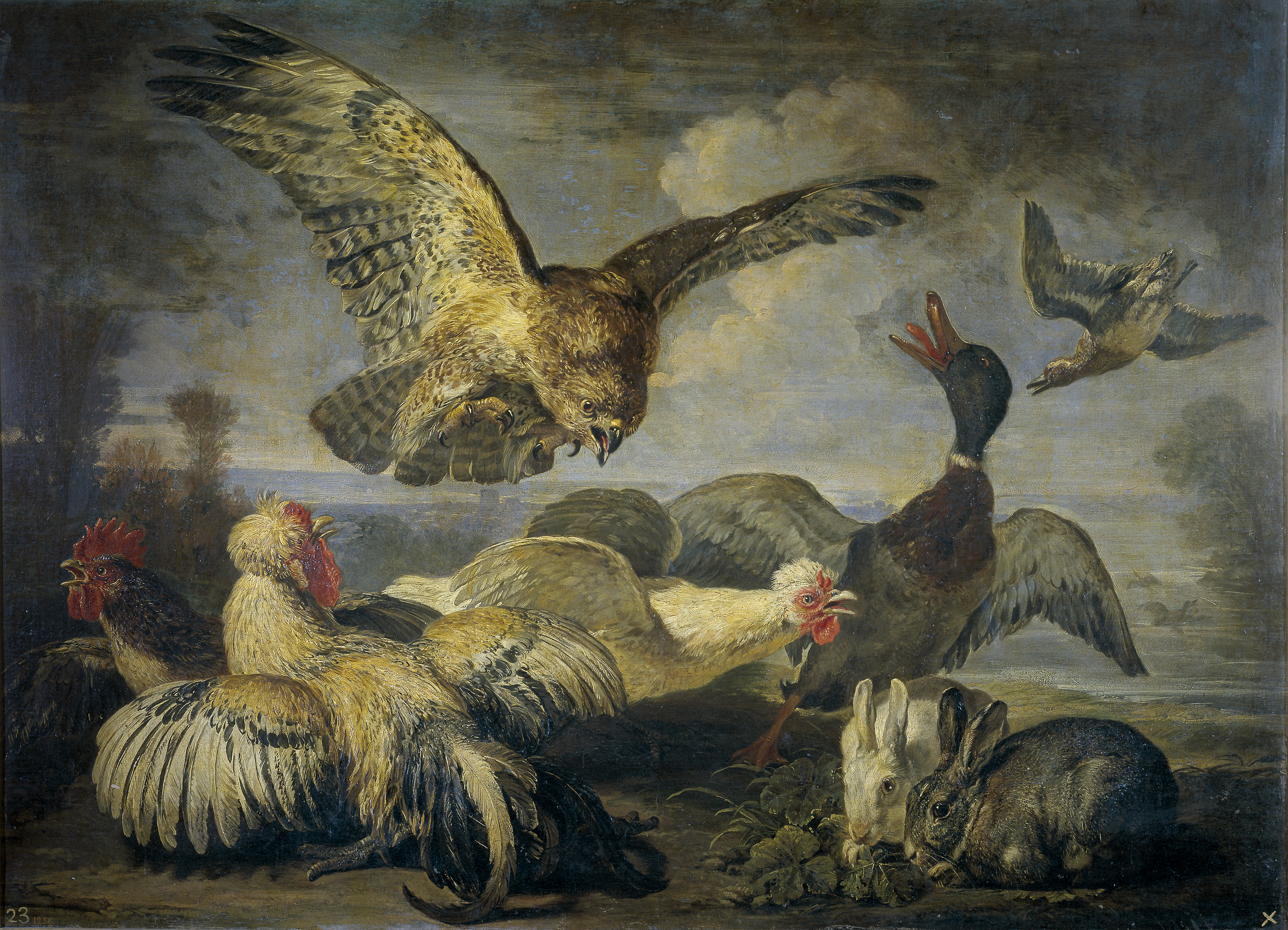
Ястреб нападает на кур и утку; два кролика справа. 1670-е. Холст, масло. Прадо, Мадрид
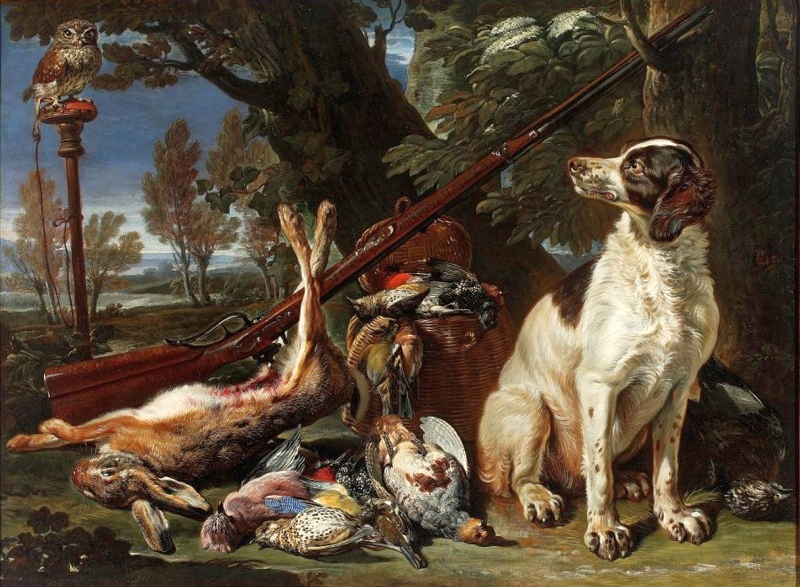
Охотничья добыча с собакой. 1660-е. Холст, масло. Национальный музей, Варшава